# Glienicker Gespräche

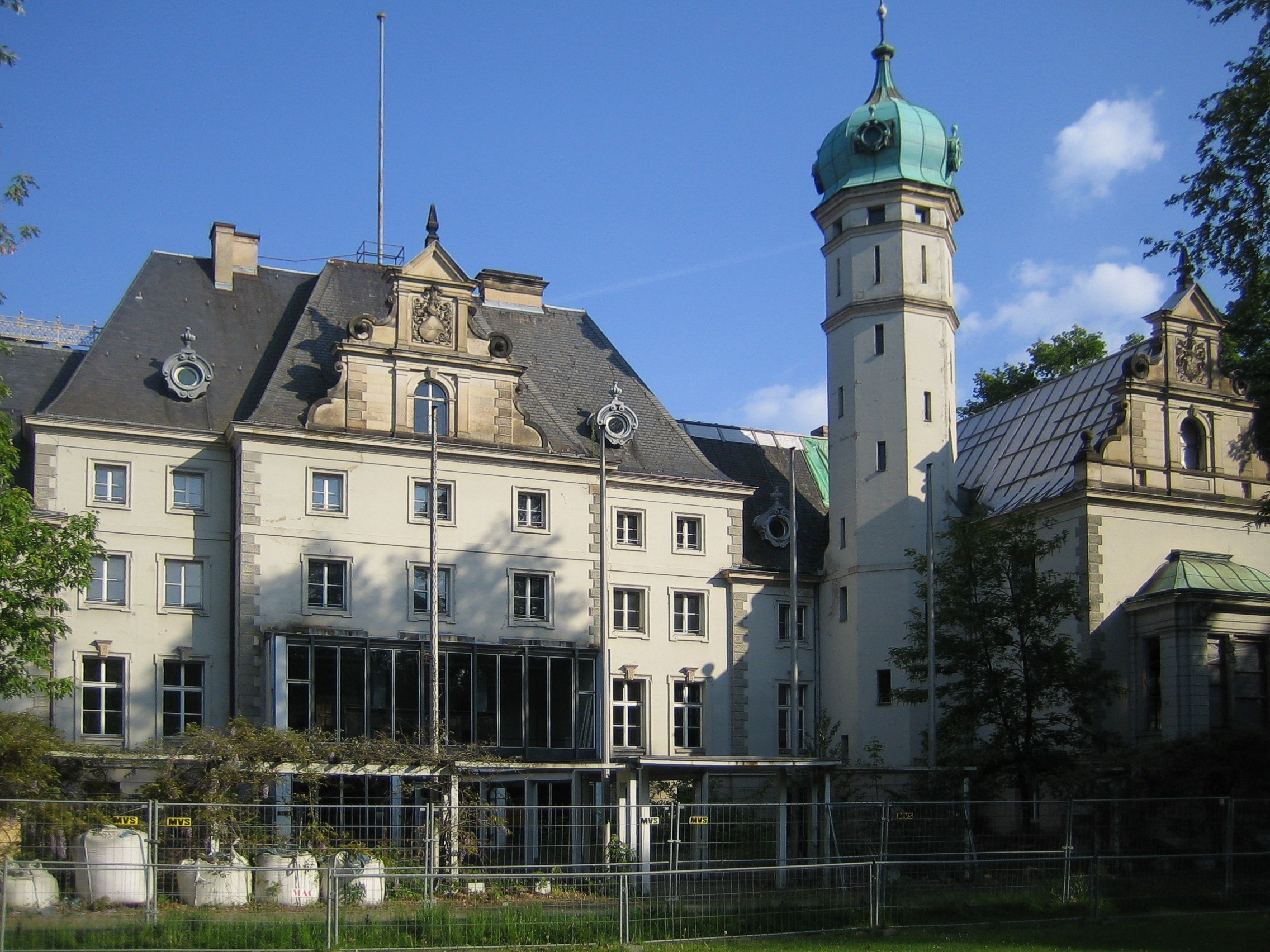
Jagdschloss Glienicke (2009)

Die Glienicker Gespräche werden von der Hochschule für Wirtschaft und Recht Berlin seit dem Jahr 1987 durchgeführt; im Jahr 2019 feierten sie (aufgrund dreimaliger Pausierung) ihren 30. Geburtstag.
Der Name der Gespräche verweist auf das Jagdschloss Glienicke in der Nähe der Glienicker Brücke zwischen Berlin und Potsdam. Dort fanden in den ersten Jahren die Gespräche statt. Danach wurden die Glienicker Gespräche wegen wachsender Teilnehmerzahlen in den Räumlichkeiten der Hochschule für Wirtschaft und Recht durchgeführt.
Zu den Glienicker Gesprächen kommen Hochschullehrer von Hochschulen für den öffentlichen Dienst sowie Vertreter der Aufsichtsministerien sowie der Verwaltungspraxis zusammen. Die Themen der Gespräche fokussieren vor allem aktuelle Fragen zur Entwicklung der Hochschulen für den öffentlichen Dienst.

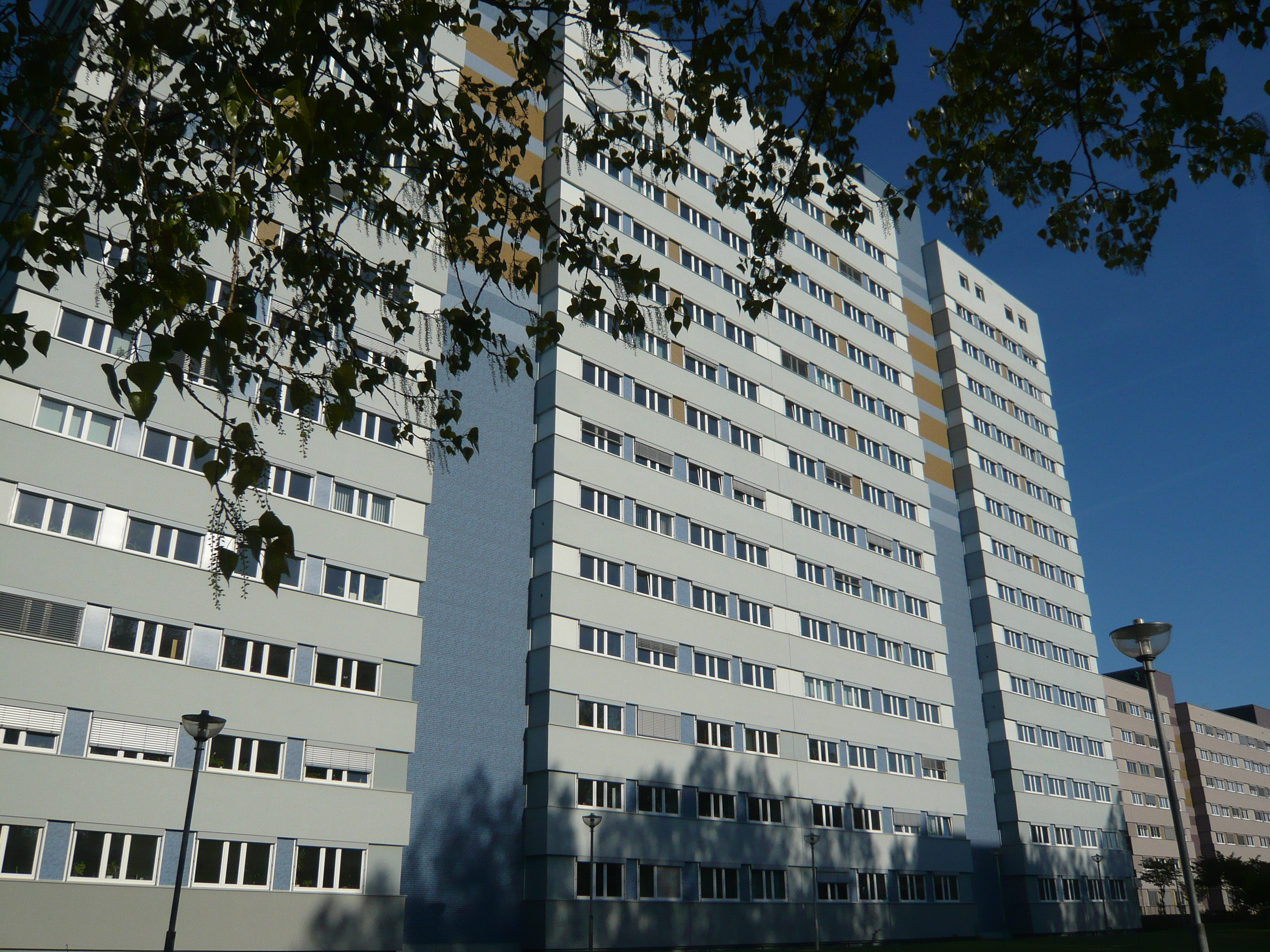
Hochschule für Wirtschaft und Recht, Campus Berlin-Lichtenberg

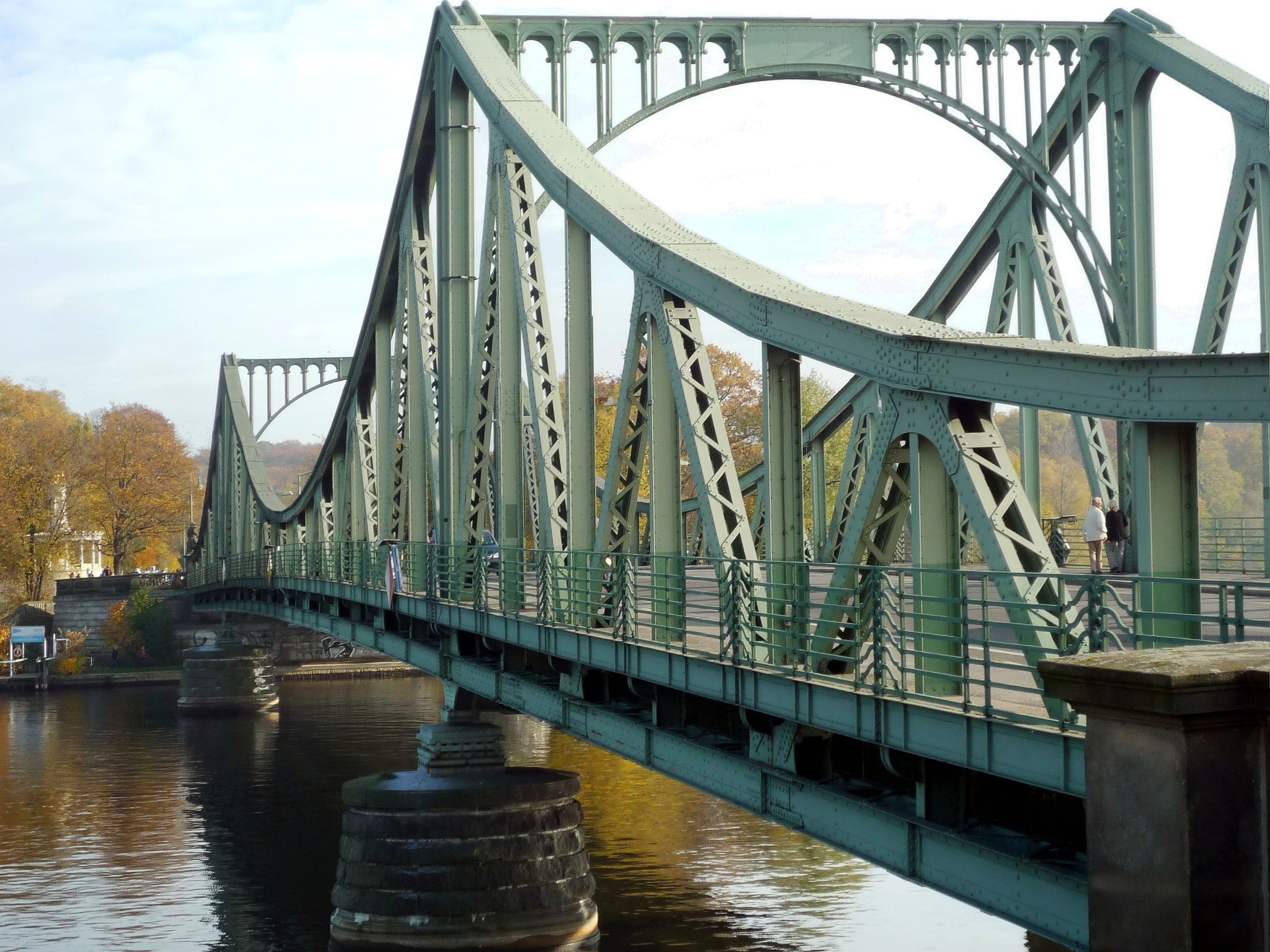
Glienicker Brücke

Die Themen der bisherigen Glienicker Gespräche:
- Ausländer und Verwaltung als Thema im Rahmen des Studiums an den Verwaltungsfachhochschulen, 1987
- Verwaltungsfachhochschulen und Dritte Welt – Beiträge der Fachhochschulen für öffentliche Verwaltung zur Entwicklungspolitik und Verwaltungsförderung, 1988
- Informationstechnik an Verwaltungsfachhochschulen in Lehre und Forschung, 1989
- Verwaltungsausbildung im sich einigenden Deutschland, 1990
- Fachhochschulen für den öffentlichen Dienst in den neuen Bundesländern, 1991
- Zukunftsaspekte der Verwaltungsausbildung, 1992
- Internationalisierung in Ausbildung und anwendungsbezogener Forschung der FHöD, 1993 (Tagungsband 1994)
- Auf dem Weg zu einem einheitlichen Fachhochschulsystem?, 1995
- Der Beitrag der Fachhochschulen für den öffentlichen Dienst zur Verwaltungsreform durch Ausbildung, anwendungsbezogene Forschung und Weiterbildung, 1996
- Die Fachhochschulen für den öffentlichen Dienst nach den Empfehlungen des Wissenschaftsrates, 1997
- Marketing und Sponsoring am Fachhochschulen für den öffentlichen Dienst, 1998
- Modernisierung durch Ausbildung – Innovationsdruck und Innovationen in Studiengängen für den öffentlichen Sektor, 2000
- Leistungsorientierung in der Verwaltungsausbildung, 2001
- Der Beruf, die Praxis und das Studium – Entwicklungen, Wechselwirkungen, Modelle, 2002
- Der Bologna-Prozess – Chancen und/oder Risiko für die Fachhochschulen für den öffentlichen Dienst, 2004
- Bachelorisierung und Masterangebote – Perspektiven der Umsetzung des Bologna-Prozesses, 2005
- Ökonomisierung des Hochschulwesens, 2006
- Hochschulen in vernetzter Verantwortung – Die Rolle der FHöD, 2007
- Begeisterung für die Verwaltung – ein Widerspruch in sich?, 2008
- Braucht die öffentliche Verwaltung eine eigene Ausbildung?, 2009
- Privatisierung der akademischen Ausbildung für die öffentliche Verwaltung, 2010
- Aus- und Weiterbildung in einer Hand – Spezifische Fachdidaktiken und Weiterbildungstools an den FHöD, 2011
- Gute Lehre und Forschung trotz schwieriger Rahmenbedingungen. Neue Strategien und Instrumente, 2012
- Verwaltungsethik – Selbstverständnis und Themenfelder in Lehre, Forschung und Praxis an den FHöD, 2013
- 25 Jahre Glienicker Gespräche, Rückblick und Ausblick, 2014
- Gesundheitsmanagement in der Öffentlichen Verwaltung, Berührungspunkte zu unseren Lehrgebieten, Wünschenswertes für die Praxis und unsere Hochschulen, 2015
- Attraktivität der Ausbildung für den Öffentlichen Dienst, 2016
- Die Digitalisierung in der öffentlichen Verwaltung und hieraus resultierende Veränderungen für die Praxis, Lehre und Forschung, 2017
- Veränderungen der Kommunikationsformen und Wandel der Kommunikationskompetenzen als neue Herausforderungen für Studium und Lehre an den Fachhochschulen für den öffentlichen Dienst, 2018
- Die Aufgaben einer Hochschule für den öffentlichen Dienst im 21. Jahrhundert, 2019

Die Ergebnisse der Glienicker Gespräche werden jeweils in den sog. „Glienicker Thesen“ zusammengefasst und in Broschürenform/Buchform (zum Teil inkl. Download-Option) veröffentlicht.